# Амерички јазавац
Амерички јазавац (Taxidea taxus) је северноамерички јазавац, обележјима сличним европском јазавцу, коме није блиско сродан.
Проналази га се широм западног и централног дела Сједињених Америчких Држава, северног дела Мексика и југозападне Канаде, све до источног дела Британске Колумбије. Ова животиња даје предност сувим отвореним подручјима с` дубоким тлом које се лако да раскопати, попут преријских региона.
У Мексику, ову животињу често називају tlacoyote. Шпански назив за јазавца је „tejón”, али у Мексику се ова реч користи и за носате ракуне. Ово може довести до забуне, јер у Мексику постоје и јазавци и носати ракуни.

## Таксономија
Амерички јазавац члан је породице Mustelidae, разнолике породице звери која такође укључује ласице, творове и горску куну. Амерички јазавац припада једној од три потпородице јазаваца. Најближи сродник америчког јазавца јесте праисторијски Chamitataxus.
Признате подврсте јесу: Taxidea taxus jacksoni, коју проналазимо унутар западног дела регије Великих језера; Taxidea taxus jeffersoni, на западној обали Kанаде и Сједињених Америчких Држава; и Taxidea taxus berlandieri, на југозападном делу Сједињених Америчких држава и северном Мексику.

## Особине
Амерички јазавац поседује већину карактеристичних особина које су заједничке за све јазавце; здепаст и низак са кратким, моћним удовима (предњи удови са великим канџама, до 5 центиметара дужине) и нарочитим ознакама на глави. Мужјаци су значајно већи од женки, дужине од 60 до 75 центиметара, са просечном тежином од 9 килограма, док женке теже до 7 килограма. Западне подврсте, попут T. t. jeffersoni, тежи су од својих јужних рођака. У јесен, када је хране у изобиљу, одрасле мушке јединке могу прећи тежину од 11,5 килограма.
Изузев главе, амерички јазавац прекривен је седим, сребрнкастим и грубим крзном. Троугласто лице америчког јазавца показује нарочите црне и беле ознаке, са смеђим и црним ознакама на образима и белом пругом која се пружа од носа до базе главе. Kод подврсте  T. t. berlandieri, бела ознака пружа се читавом дужином тела, до базе репа.

## Понашање и исхрана
Амерички је јазавац самостална животиња током већег дела године. Храни се текуницама, мишевима и осталим мањим сисарима, често копајући у потери за пленом у њихове јазбине, а понекад затварајући уласке јазбина предметом. Такође се хране птицама, змијама и инсектима. Већином су активни ноћу, но понекад су активни и током дана. Не хибернирају, али су мање активни током зиме. 
Амерички јазавац може провести већи део зиме у стадијумима обамрлости који трају око 29 сати. Током топлијих дана излазе из јазбине. Амерички јазавци понекад ће створити симбиотску везу с којотима. Којоти нису ефикасни при копању у потрази за глодарима и терању истих из њихових јазбина, но ефикасни су у њиховој потери изнад тла. С друге стране, јазавци нису добри и брзи тркачи, али су веома ефикасни у копању. Када лове заједно, плену остављају мало места за бег.

## Размножавање
Амерички јазавци проширују границе својих територија у потрази за партнером током сезоне парења. Мужјаци се могу парити с већим бројем женки. Парење се одвија током лета, а женка се коти у подземној јазбини током касне зиме. Окот броји од једног до пет младунаца.